# Adamussium colbecki
La vieira antártica (Adamussium colbecki) es una especie de molusco bivalvo de la gran familia de las vieiras, los Pectinidae. Se creía que era la única especie del género Adamussium hasta que se describió una especie extinta del Plioceno en 2016. Su relación exacta con otros miembros de Pectinidae no está clara. Se encuentra en los mares helados que rodean la Antártida, a veces a grandes profundidades.
Adamussium colbecki es una vieira grande de crecimiento lento que vive en el fondo marino. La concha está formada por un par de valvas calcáreas estriadas que envuelven el cuerpo blando y están unidas por un ligamento en una bisagra. Se alimenta de algas verdes microscópicas y a veces es muy numerosa. Puede desplazarse agitando las valvas y lanzarse hacia atrás para escapar de las amenazas. La especie es un miembro importante de la comunidad del fondo marino antártico, ya que la valva superior actúa a menudo como sustrato para algas, esponjas y otros organismos. Además, los juveniles se atan con hilos a la valva superior de conchas más viejas, utilizándolas como base durante varios años mientras crecen. Las vieiras adultas se han utilizado en investigaciones para estudiar la acumulación de metales pesados en organismos marinos.

## Taxonomía
La vieira antártica fue descrita por primera vez por el zoólogo británico Edgar Albert Smith en 1902 como Pecten colbecki. Trabajaba en el Museo Británico y se encargaba de examinar y describir las conchas de las colecciones realizadas a lo largo de los años que habían sido depositadas allí. El malacólogo alemán Johannes Thiele determinó en 1934 que las características de la vieira antártica eran lo suficientemente diferentes de las de otros miembros del género Pecten como para justificar su inclusión en un género aparte, Adamussium. Más recientemente, se han realizado exámenes de la estructura cromosómica y del ADN mitocondrial de A. colbecki, pero la relación filogenética exacta que tiene con otros pectínidos aún no está clara. El nombre específico probablemente hace honor a William Colbeck, cartógrafo y observador magnético de la expedición antártica británica Southern Cross (1898-1900).

## Descripción
La concha de la vieira antártica mide unos 7 centímetros de largo y 7 centímetros de ancho y tiene un contorno casi circular. Las dos valvas de color rojo púrpura son delgadas como el papel y sólo ligeramente convexas y están unidas por una larga bisagra ligeramente sinuosa. Cerca de la bisagra hay un umbo o pico en cada valva, una joroba elevada de la que irradian las costillas. Los umbones no son muy prominentes y a ambos lados de ellos hay procesos alados irregulares, las aurículas. En los ejemplares más pequeños hay unas 12 costillas poco profundas que parten de los umbones y, a medida que aumenta el tamaño de la concha, aparecen otras crestas bajas entre ellas. El exterior de las valvas está finamente esculpido con líneas concéntricas. Las aurículas también están finamente esculpidas con las líneas de crecimiento anuales visibles. El interior de las válvulas es rosado. Una franja de numerosos tentáculos pequeños se proyecta desde el manto entre las dos válvulas y hay varios ojos simples en fila alrededor del borde. Las válvulas se mantienen cerradas por poderosos músculos aductores que trabajan en oposición a un ligamento elástico que se encuentra justo detrás de los umbones y que tiende a abrir las válvulas. Los rebordes de los pabellones auriculares proporcionan una amplia sujeción para este ligamento. La vieira antártica podría confundirse con otras vieiras, otros bivalvos o conchas de lámpara.

## Distribución y hábitat
La vieira antártica es endémica de las aguas que rodean la Antártida. Se encuentra principalmente dentro del círculo polar antártico e incluye el mar de Ross, el mar de Weddell, el mar de Davis, el estrecho de McMurdo y el océano Antártico. Aunque se suele encontrar a profundidades inferiores a 100 metros, vehículos submarinos operados por control remoto armados con luces y cámaras han registrado la presencia de la vieira a profundidades mucho mayores, incluida una grabación a 4.840 metros. Se encuentra en muchos sustratos diferentes, como arena, grava y limo, ya sea en la superficie o semisumergida en el sedimento. Puede agitar ligeramente las branquias para crear un hueco en el que asentarse. En aguas poco profundas suele estar sujeto por hilos de biso a superficies duras para no ser arrastrado por el movimiento del agua. A mayor profundidad suele vivir en libertad.
Aunque la vieira antártica tiene una distribución circunpolar, ésta es muy dispersa y, en general, no es común. En algunos lugares se encuentra en densidades de hasta 90 ejemplares por metro cuadrado y en la bahía de Terra Nova, en el mar de Ross, a profundidades de entre 40 y 80 metros, se observó que algunos bancos de vieiras estaban tan abarrotados que los ejemplares adultos yacían unos encima de otros. Una posible explicación radica en el hecho de que su concha fina como el papel es característica de los bivalvos que viven en zonas estables de aguas profundas con poco movimiento de agua. Los lugares menos profundos en los que ahora prospera se caracterizan por ser bahías protegidas o por tener una amplia cobertura de hielo marino, lo que proporciona un entorno estable que no se ve afectado por las olas de las tormentas y donde normalmente no se produce la erosión de los icebergs.También está ausente de los hábitats dominados por otras comunidades bentónicas que se alimentan en suspensión, mientras que se encuentra en hábitats con sedimentos blandos y sin comunidades dominantes de cnidarios y esponjas. Esto podría deberse a que sus larvas se enfrentan a una depredación tan intensa en estos lugares que es incapaz de establecerse.

## Comportamiento

### Locomoción
La vieira antártica puede nadar con bastante lentitud abriendo y cerrando sus válvulas. Avanza así con el borde de la concha hacia delante. Puede detectar el movimiento de objetos cercanos con sus ojos rudimentarios y, para escapar de los depredadores, puede desplazarse mucho más rápidamente primero con los pulmones, cerrando las válvulas.Una cámara controlada a distancia situada en el fondo del mar puede descubrir que todas las vieiras que estaban originalmente en su campo de visión se han desplazado a otros lugares.

### Alimentación
Al igual que otros miembros de la familia Pectinidae, la vieira antártica se alimenta en suspensión, extrayendo su alimento del agua de mar que la rodea. El oxígeno es absorbido por las branquias y las partículas de alimento, en su mayoría algas microscópicas, quedan atrapadas en la mucosidad y son transportadas a la boca por los cilios. Hay un aumento estacional de algas microscópicas del hielo que se ponen a disposición de los peces que se alimentan en suspensión cuando el hielo marino se derrite en verano, y la mayor parte del crecimiento anual tiene lugar en esta época. Las investigaciones han demostrado que esto se debe al aumento de la temperatura del mar y no a la mayor disponibilidad de alimento.

### Reproducción
El ritmo de crecimiento de la vieira antártica es muy lento en comparación con el de las vieiras que viven en mares más cálidos. Madura entre los 5 y los 7 años y el desove tiene lugar a finales del verano. Se sabe poco sobre el desarrollo de las larvas veliger, pero pueden ser planctónicas durante 4 o 5 meses. Además de alimentarse de fitoplancton y pequeño zooplancton, pueden absorber materia orgánica disuelta y consumir bacterioplancton. Cuando se asientan, se produce la metamorfosis y los juveniles se adhieren con hilos de biso, a menudo pegados a las valvas superiores de las vieiras, y permanecen adheridos de 3 a 5 años. Mientras están adheridos a la concha del adulto, los juveniles se benefician de las partículas de alimento que se encuentran en los finos detritus arrojados a la columna de agua por los movimientos del adulto. Al estudiar las tallas y las tasas de crecimiento de los adultos, los investigadores se dieron cuenta de que había lagunas en sus registros que se debían a que, en algunos años, no había sobrevivido ningún juvenil.

## Ecología

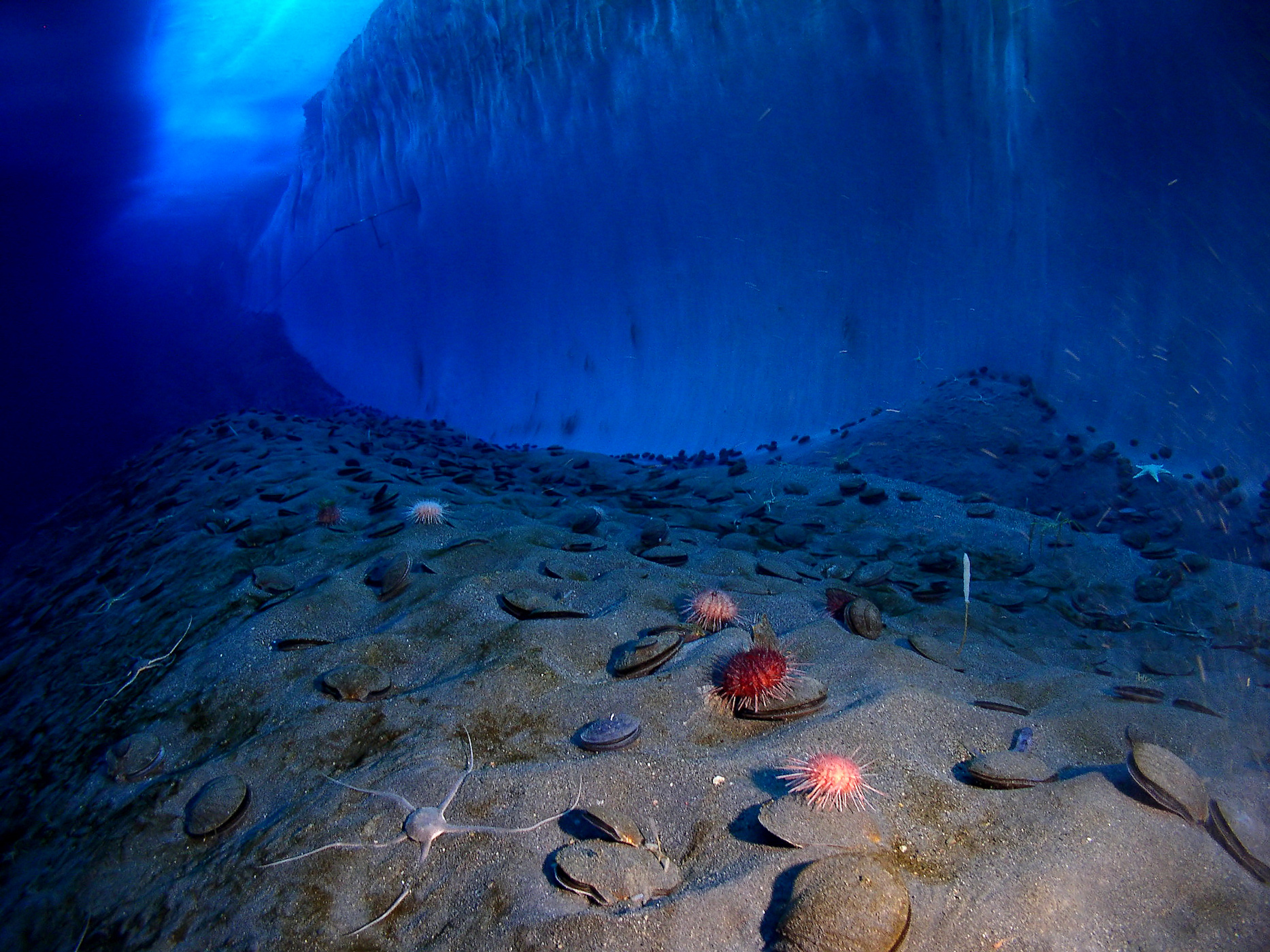
Bajo el agua en el estrecho de McMurdo con una pared de hielo detrás y muchas vieiras antárticas, varios erizos de mar, Sterechinus neumayeri y estrellas quebradizas, Ophionotus victoriae, y una esponja blanca en forma de garrote, Homaxinella balfourensis.

La vieira antártica es objeto de seguimiento en el marco de la clasificación de Ecosistemas Marinos Vulnerables (EMV) establecida por la Convención para la Conservación de los Recursos Vivos Marinos Antárticos (CCRVMA). Como tal, los buques que desembarcan la vieira como captura accesoria durante sus actividades pesqueras deben notificarlo.
La vieira antártica se encuentra a menudo en asociación con el erizo de mar antártico, Sterechinus neumayeri, y Odontaster validus, una especie de estrella de mar. Entre los invertebrados depredadores que se encuentran cerca de la vieira antártica se incluyen el gasterópodo Neobuccinum eatoni y el gusano de cinta Parborlasia corrugatus.Las técnicas de búsqueda de alimento del bacalao de roca esmeralda (Trematomus bernacchii) permiten que sea uno de los principales depredadores de las vieiras antárticas de tamaño medio. Por lo demás, la vieira antártica no tiene muchos depredadores y los individuos grandes son expertos en saltar y nadar para escapar de los atacantes. De ello se benefician los juveniles. Sin embargo, la vieira es intolerante a los niveles bajos de salinidad, y a veces se produce mortalidad como resultado de una piscina de agua relativamente dulce que a veces se forma durante los meses de verano bajo el hielo marino a medida que se derrite.
Hay un gran número de organismos epifaunales que viven en las conchas de las vieiras antárticas, que pueden representar el 90% del sustrato duro disponible en una región donde las superficies rocosas no son comunes y gran parte del lecho marino está formado por sedimentos.Debido a que una comunidad diversa de invertebrados y algas utilizan su concha como base, la vieira antártica se considera una "especie fundacional"; una especie de gran importancia en su hábitat. El hecho de que las vieiras puedan nadar y desplazarse a otros lugares ayuda a la dispersión de estos organismos. Las epífitas incluyen diatomeas bentónicas, forams, bacterias, briozoos, esponjas y algas. La forama Cibicides refulgens vive parasitando la concha de la vieira y también se alimenta de las algas y bacterias que crecen allí.En un estudio de investigación, se encontraron 10 especies diferentes de demosponjas creciendo en una única vieira antártica.La demosponja Homaxinella balfourensis era uno de los epibiontes más comunes que crecía inofensivamente en la concha de la vieira. La relación entre la esponja y la vieira puede ser simbiótica; la esponja evita ser engullida por el sedimento mientras que la vieira se beneficia de la protección que le proporciona la esponja, desagradable para muchos depredadores.
El hidroide Hydractinia angusta mantiene una relación mutualista con la vieira. Un estudio demostró que sus larvas se asentaban preferentemente en las proximidades de otros epibiontes, normalmente en conchas de vieiras, y que las larvas de vieiras no se asentaban en las proximidades de colonias del hidroide. Se supone que el hidroide se beneficia de un sustrato sólido en el que vivir, y aunque la vieira se beneficia de la protección contra los depredadores que le proporcionan las células urticantes del hidroide, se ve perjudicada por el hecho de que sus larvas no se establecen en su ubicación preferida, en las conchas de vieiras maduras.

## Investigación
Un estudio de laboratorio examinó los efectos en la vieira antártica de un aumento del contenido de plomo, cobre y mercurio en el agua. Se descubrió que un aumento de los niveles de metales pesados provocaba cambios morfológicos bastante graves en la vieira y una reducción de la estabilidad de la membrana lisosomal. Otro experimento consistió en trasplantar vieiras de una zona de aguas limpias a una bahía donde se vertían efluentes de una base antártica. Se comprobó que las vieiras se veían relativamente poco afectadas por los vertidos, lo que llevó a pensar que era poco probable que las comunidades marinas bentónicas se vieran gravemente afectadas por dichos vertidos.
Otro estudio analizó los tejidos de Adamussium colbecki y los comparó con los de Pecten jacobaeus, una especie de vieira de aguas templadas. Se descubrió que el cobre, el hierro, el cadmio y el cromo se concentraban en el órgano digestivo de la vieira antártica. Los niveles de cadmio, en particular, eran más elevados en la vieira antártica que en P. jacobaeus y otros pectínidos, pero los de zinc y manganeso, hallados en el riñón, eran considerablemente más bajos.